# أذينة بروغيير
أذينة بروغيير أو عيزارة برغيير (باللاتينية: Phlomis bruguieri) نوع نباتي يتبع جنس الأذينة من الفصيلة الشفوية.

## الموئل والانتشار
موطنها بلاد الشام وتركيا.